# U.S. Route 150 (Illinois)
La U.S. Route 150 o Ruta Federal 150 (abreviada US 150) es una autopista federal ubicada en el estado de Illinois. La autopista inicia en el oeste desde la US 6     en Moline hacia el este en la US 150  en la frontera con Indiana. La autopista tiene una longitud de 430,4 km (267.47 mi).

## Mantenimiento
Al igual que las carreteras estatales, las carreteras interestatales, y el resto de rutas federales, la U.S. Route 150 es administrada y mantenida por el Departamento de Transporte de Illinois por sus siglas en inglés IDOT.

## Cruces
La U.S. Route 150 es atravesada principalmente por la  I 55  I 57  I 74 .